# Каргатский район
Карга́тский райо́н — административно-территориальная единица (район) и муниципальное образование (муниципальный район) в Новосибирской области России.
Административный центр — город Каргат.

## География
Район расположен в центральной части Новосибирской области. Граничит c Убинским, Чулымским, Кочковским и Доволенским районами. Территория района по данным на 2008 год — 539,6 тыс. га, в том числе сельхозугодья — 369,4 тыс. га (68,4 % всей площади).
На территории района находится Убинское озеро, а также менее крупные озёра Карган, Канкуль и Большие Тороки. Основные реки: Каргат и Чулым.

## История
Изначально здесь существовала Каргатская волость, которая входила в состав Каинского уезда Томской губернии. В 1921 году был создан Каргатский уезд Ново-Николаевской губернии.
В 1925 году был образован Сибирский край, а в его составе — Каргатский район Ново-Николаевского (Ново-Сибирского) округа. В 1930 году Сибирский край был разделён на западную и восточную части, и район оказался в составе Западно-Сибирского края.
В 1937 году район был включён в состав новообразованной Новосибирской области.
В начале 1960-х годов в СССР началась реформа административно-территориального деления. В соответствии с изданным 1 февраля 1963 года указом Президиума Верховного Совета РСФСР «Об укрупнении районов и изменении подчиненности районов и городов Новосибирской области», вместо 32 сельских районов в Новосибирской области должно было остаться всего 19, и Каргатский район стал одним из «укрупнённых» районов, включив в свои границы часть территория соседних районов. Однако уже с 1964 года процесс территориальных изменений был обращён вспять, и в 1965 году Каргатский район оказался в своих прежних границах.

## Достопримечательности[6]

### Памятники природы
- Особо охраняемая территория — Каргатский охотничий заказник (площадь — 96 тыс. га);
- Памятник природы областного значения «Волчья Грива» — одно из самых поздних, самых массовых и самых южных захоронений мамонтов в Азии, открытое в 1957 году поблизости с. Мамонтовое[7][8];
- Памятник природы областного значения «Сухаревский рям», «Егорушкин рям»;
- Памятник природы областного значения «Егорушкин рям»[9];
- Одиночный курган Усть-Сумы-1;
- Одиночный курган Усть-Сумы-3;
- Озеро Карган;
- Озеро Убинское.

### Культурно-историческое наследие
- Храмовый комплекс в честь святого пророка Илии (г. Каргат);
- Церковь в честь святого пророка Илии по улице Октябрьская;
- Часовня на территории придорожного кафе «Хуторок»;
- Часовня во имя великомученицы Варвары Илиопольской на территории бывшей войсковой части;
- Здание железнодорожного вокзала в форме паровоза;
- Монумент Славы и аллея Славы;
- Памятник пограничникам в центральном городском парке;
- Памятник градостроительства — здание бывшего магазина «Детский мир»;
- Краеведческий музей;
- Каргатский историко-краеведческий музей в здании водонапорной башни;
- Плотина, использовавшаяся для подъёма уровня воды вблизи водонапорной башни[10];
- Водонапорная башня с водогрейкой;
- Здания бывших маслозавода, пластмассового завода, сырзавода;
- Руины храма святого пророка Илии в Калманке;
- На территории села Форпост-Каргат проходил Сибирский тракт[11][12].

## Население
| 2002    | 2009    | 2010    | 2011    | 2012    | 2013    | 2014    |
| ------- | ------- | ------- | ------- | ------- | ------- | ------- |
| 22 025  | ↘19 647 | ↘19 269 | ↘18 139 | ↘17 753 | ↘17 294 | ↘17 004 |
| 2015    | 2016    | 2017    | 2018    | 2019    | 2020    | 2021    |
| ↘16 839 | ↘16 649 | ↘16 522 | ↘16 198 | ↘15 847 | ↘15 476 | ↘14 366 |

### Урбанизация
В городских условиях (город Каргат) проживают 57,89 % населения района.

## Муниципально-территориальное устройство
В муниципальный район входят 11 муниципальных образований, в том числе 1 городское поселение и 10 сельских поселений.
| №        | Муниципальное образование    | Административный центр | Количество населённых пунктов | Население (чел.) | Площадь (км²) |
| -------- | ---------------------------- | ---------------------- | ----------------------------- | ---------------- | ------------- |
| 1e-06    | Городское поселение:         |                        |                               |                  |               |
| 1        | город Каргат                 | город Каргат           | 3                             | ↘8318            | 281,57        |
| 1.000002 | Сельские поселения:          |                        |                               |                  |               |
| 2        | Алабугинский сельсовет       | село Мамонтовое        | 6                             | ↘908             | 606,06        |
| 3        | Беркутовский сельсовет       | село Набережное        | 5                             | ↘1488            | 459,10        |
| 4        | Верх-Каргатский сельсовет    | село Верх-Каргат       | 2                             | ↘383             | 895,76        |
| 5        | Карганский сельсовет         | село Карган            | 5                             | ↘504             | 656,01        |
| 6        | Кубанский сельсовет          | село Первотроицк       | 4                             | ↘861             | 291,22        |
| 7        | Маршанский сельсовет         | село Маршанское        | 3                             | ↘845             | 544,35        |
| 8        | Мусинский сельсовет          | село Мусы              | 3                             | ↘272             | 337,23        |
| 9        | Первомайский сельсовет       | село Кольцовка         | 4                             | ↘274             | 478,39        |
| 10       | Суминский сельсовет          | село Сумы              | 3                             | ↘437             | 538,80        |
| 11       | Форпост-Каргатский сельсовет | село Форпост-Каргат    | 3                             | ↘260             | 311,02        |

## Населённые пункты
В Каргатском районе 28 населённый пункт.
| №  | Населённый пункт  | Тип     | Население | Муниципальное образование    |
| -- | ----------------- | ------- | --------- | ---------------------------- |
| 1  | Алабуга           | деревня | ↘376      | Алабугинский сельсовет       |
| 2  | Аткуль            | село    | ↘172      | Маршанский сельсовет         |
| 3  | Безлюдный         | посёлок | ↘175      | Беркутовский сельсовет       |
| 4  | Беркуты           | деревня | ↘115      | Беркутовский сельсовет       |
| 5  | Верх-Каргат       | село    | ↘420      | Верх-Каргатский сельсовет    |
| 6  | Гавриловка        | посёлок | ↘292      | Беркутовский сельсовет       |
| 7  | Голубовский       | посёлок | ↘16       | Кубанский сельсовет          |
| 8  | Груздевка         | деревня | ↘87       | Карганский сельсовет         |
| 9  | Иванкино          | село    | ↘154      | Маршанский сельсовет         |
| 10 | Карган            | село    | ↘302      | Карганский сельсовет         |
| 11 | Каргат            | город   | ↘8316     | город Каргат                 |
| 12 | Кольцовка         | село    | ↘374      | Первомайский сельсовет       |
| 13 | Кубанский         | посёлок | ↘187      | Кубанский сельсовет          |
| 14 | Лебедевский       | посёлок | ↘52       | Карганский сельсовет         |
| 15 | Мамонтовое        | село    | ↘275      | Алабугинский сельсовет       |
| 16 | Маршанское        | село    | ↘764      | Маршанский сельсовет         |
| 17 | Медяковский       | посёлок | ↘27       | Мусинский сельсовет          |
| 18 | Москвинка         | посёлок | ↘98       | Суминский сельсовет          |
| 19 | Москвинский       | посёлок | ↘99       | Алабугинский сельсовет       |
| 20 | Мусы              | село    | ↘325      | Мусинский сельсовет          |
| 21 | Набережное        | село    | ↘1021     | Беркутовский сельсовет       |
| 22 | Натальинский      | посёлок | ↗92       | Верх-Каргатский сельсовет    |
| 23 | Озерки 6-е        | деревня | ↘266      | Алабугинский сельсовет       |
| 24 | Первомайский      | посёлок | ↘28       | Первомайский сельсовет       |
| 25 | Первотроицк       | село    | ↘708      | Кубанский сельсовет          |
| 26 | Петровский        | посёлок | ↘191      | Алабугинский сельсовет       |
| 27 | Петроградский     | посёлок | →33       | Кубанский сельсовет          |
| 28 | Ровенский         | посёлок | ↘11       | Мусинский сельсовет          |
| 29 | Сапожковский      | посёлок | ↘87       | Алабугинский сельсовет       |
| 30 | Старомихайловский | посёлок | ↘98       | Беркутовский сельсовет       |
| 31 | Сумы              | село    | ↘484      | Суминский сельсовет          |
| 32 | Теренино          | посёлок | ↘104      | Форпост-Каргатский сельсовет |
| 33 | Третьяковский     | посёлок | ↘67       | Карганский сельсовет         |
| 34 | Усть-Сумы         | село    | ↘80       | Суминский сельсовет          |
| 35 | Филино            | посёлок | ↘163      | Карганский сельсовет         |
| 36 | Форпост-Каргат    | село    | ↘287      | Форпост-Каргатский сельсовет |
| 37 | Чернявский        | посёлок | ↘93       | Первомайский сельсовет       |
| 38 | Шибаки            | посёлок | ↘25       | Форпост-Каргатский сельсовет |

Упразднённые населённые пункты
- 2025 год — посёлки Барановский, Капралово, 3144 км

## Экономика
Сельское хозяйство является ведущим сектором экономики района, на его долю приходится около 80 %. Сельскохозяйственным производством занимается 13 предприятий, 2 учреждения (ПУ-94; Ф-Каргатская средняя школа), одно КФХ, частное предприятие по производству сельскохозяйственной продукции и более 5000 ЛПХ, в том числе 2820 в сельской местности.
Промышленность представлена несколькими крупными предприятиями: ЗАО "Мясокомбинат «Каргатский», ЗАО «Каргатский Промкомбинат», ООО «Телец». В районе имеется 5 частных хлебопекарен, пельменный цех ООО «Сибхимком» и 3 пилорамы. Следует отметить, что объём промышленного производства в общем объёме валовой продукции, товаров, работ и услуг по району занимает только 2,5 %.

## Транспорт
Через район проходит автодорога федерального значения М53 «Байкал» и участок Транссибирской железнодорожной магистрали «Новосибирск—Татарск». Протяженность автомобильных дорог — 331,4 км, из них с твердым покрытием — 329,3 км.

## Выдающиеся жители
Истории выдающихся мастеров декоративно-прикладного и художественного творчества расположены на сайте каргатского историко-краеведческого музея.
Истории ветеранов-каргатцев опубликованы на сайте проекта «Бессмертный полк».
Герои Советского Союза:
- Бабаев Николай Архипович;
- Голубовский Григорий Афанасьевич;
- Домбровский Иван Александрович;
- Кожемякин Петр Павлович;
- Константинов Лаврентий Сергеевич;
- Леончиков Николай Петрович;
- Писарев Георгий Иванович;
- Осинный Иван Иванович.

Полные кавалеры ордена Славы:
- Губяшкин Николай Игнатьевич;
- Иванов Владимир Николаевич;
- Скворцов Дмитрий Филиппович.